# Сосна Лесі Українки
Сосна Лесі Українки — ботанічна пам'ятка природи місцевого значення в Україні. Зростає біля села Малі Садки Тернопільської області, в Суразькому лісництві Кременецького лісгоспу, кв. 142, вид. 5. 
Площа 0,05 га. Статус ботанічної пам'ятки природи отримала в 1977 р. Перебуває у віданні ДП «Кременецьке лісове господарство». 
Обхват стовбура сосни 6,28 м, висота понад 30 м. Стовбур подвійний, галузиться на висоті 0,3 м, вік — близько 200 років. Припускають, що це — одна з найстаріших сосен України. 
У 1907 р. під нею відпочивала Леся Українка.

## Виноски
1. 1 2  Шнайдер С. Л., Борейко В. Е., Стеценко Н. Ф. 500 выдающихся деревьев Украины. — К.: КЭКЦ, 2011. — 203 с.